# Musique alto
Musique Alto, Inc. est un marchand d'instruments de musique de Lévis, Québec, Canada. Le commerce a vu le jour en 1994 sur la rue Bégin, puis déménagea dès sa deuxième année au 5747 rue St-Georges, dans l'arrondissement Desjardins. Dépositaire local des marques de guitares et basses Ibanez, Cort, B.C. Rich et des batteries Tama, Mapex et Gretsch.
Sa spécialisation des instruments spécifiques à la musique rock lui vaut la classification de "Rock Shop" (traduction libre: "Boutique rock").
Le bâtiment qui abrite le commerce est désigné comme "Patrimoine historique" par la ville. Autrefois on y trouvait un magasin général.

### Site du commerçant - Page d'accueil
- www.musiquealto.com

### Pour les marques disponibles
- www.mapexcanada.com/contact/index.html
- www.guitar-tracks.com/quebec.html

### Pour les coordonnées - Profile Canada
- www.profilecanada.com

(tous visités le 3 octobre 2007)